# Vitaliy Khudyakov
Vitaliy Khudyakov (in kazako Виталий Худяков?; Biškek, 7 agosto 1994) è un nuotatore kirghiso e kazako, specializzato nel nuoto in corsia e in acque libere.

## Biografia
È stato convocato dal Kirghizistan ai mondiali di Roma 2009 ed ha gareggiato nelle gare in corsia dei 400, 800, 1500 m stile libero e nei 400 m misti.
Ai mondiali di Barcellona 2013, Kazan' 2015, Budapest 2017, Gwangju 2019 e Budapest 2022 ha gareggiato per il Kazakistan, sempre nel nuoto di fondo, senza mai riuscire a salire sul podio.
Ha rappresentato il Kazakistan ai Giochi olimpici estivi di Rio de Janeiro 2016, in cui è stato squalificato nella 10 km, e Tokyo 2020, dove ha ottenuto il 21º posto nella 10 km maschile.
Ha partecipato ai Giochi mondiali sulla spiaggia di Doha 2019, classificandosi 18º nella 5 km.